# Anu

plan okręgu świątynnego boga Anu w Uruk

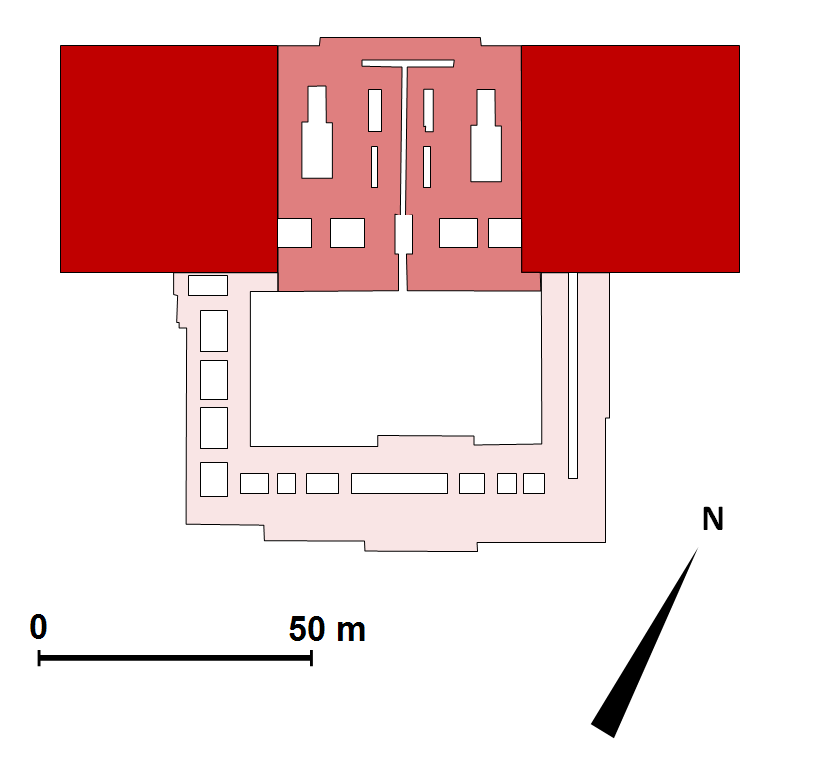
plan podwójnej świątyni bogów Anu i Adada w mieście Aszur

Anu (sum. An, akad. Anu, Anum) – w mitologii mezopotamskiej „Bóg-Niebo”, „ojciec wszystkich bogów”, „król Anunnaków”, bóg stojący formalnie na czele panteonu sumeryjskiego i babilońskiego, tworzący wraz ze swym synem Enlilem „Panem Powietrza” i Enkim „Panem Ziemi” wielką trójcę bogów.
Był pierwszą siłą sprawczą w dziele stworzenia. Uważany za potomka boga Urasza, a później z nim identyfikowany. Jego żoną była bogini ziemi, również o imieniu Urasz. W późniejszej tradycji ożeniony został z boginią Ki. Jako babiloński bóg ma za żonę boginię Antu.
Jego imię pisano za pomocą znaku klinowego w kształcie gwiazdy, który oznacza zarówno niebo (sum. AN), jak i boga (sum. DINGIR, akad. ilu). Pan wszystkich bogów rozsądza ich kłótnie, a jego wyroki są nieodwołalne; niewiele obchodzą go jednak sprawy ludzkie. Majestatyczny, szanowany, ale zajmujący najwyższą sferę nieba pozostaje zawsze kimś dalekim i w gruncie rzeczy dosyć niewyraźnym.
W trzech niebach, umieszczonych jedno nad drugim, zajmuje on najwyższe. W sztuce był przedstawiany bardzo rzadko, jeśli w ogóle. Jego główna świątynia E-ana znajdowała się w mieście Uruk. W Aszur dzielił świątynie E-sza-an (Dom – środek niebios) z bogiem burzy Adadem.
Z kolei Hammurabi odnowił babilońską świątynie E-tur-kalam-ma (Dom – obora kraju) poświęcona również boginiom Isztar I Nanai.
Renesans kultu Anu, mało popularnego w okresie nowobabilońskim, nastąpił za panowania perskiego w V wieku przed Chrystusem. Okupacyjne władze perskie traktowały kult Anu jako przeciwwagę dla kultu bogini Isztar, głównej patronki Uruk, której kapłani mieli powiązania z buntami antyperskimi, jakie wybuchały w północnej Babilonii za panowania Kserksesa I. Działania władz perskich spotkały się jednak z pozytywnym odzewem intelektualnych kręgów w Uruk, dążących do powrotu do korzeni, dzięki czemu kult Anu przetrwał także upadek Achemenidów. Dobudowano wówczas nowy ziggurat (największy w Mezopotamii) do jego świątyni Bit Reš w Uruk. Za panowania Seleucydów Anu zdetronizował Marduka na czele panteonu w południowej Mezopotamii, aczkolwiek nie doszło do podważenia pozycji Marduka w samym Babilonie. Kult Anu zanikł za panowania partyjskiej dynastii Arsacydów, kiedy ziggurat w Uruk zamieniono na obiekt militarny.
„Drogą Anu” nazywano poziomy pas horyzontu, rozciągający się między 30° nad i 30° pod równikiem, znajdujący się między „Drogą Enlila” a „Drogą Enkiego”.